# Martin Kippenberger
Martin Kippenberger (Dortmund, 25 febbraio 1953 – Vienna, 7 marzo 1997) è stato un artista tedesco noto per la sua prolifica attività in diversi stili e con diverse tecniche artistiche.

## Biografia

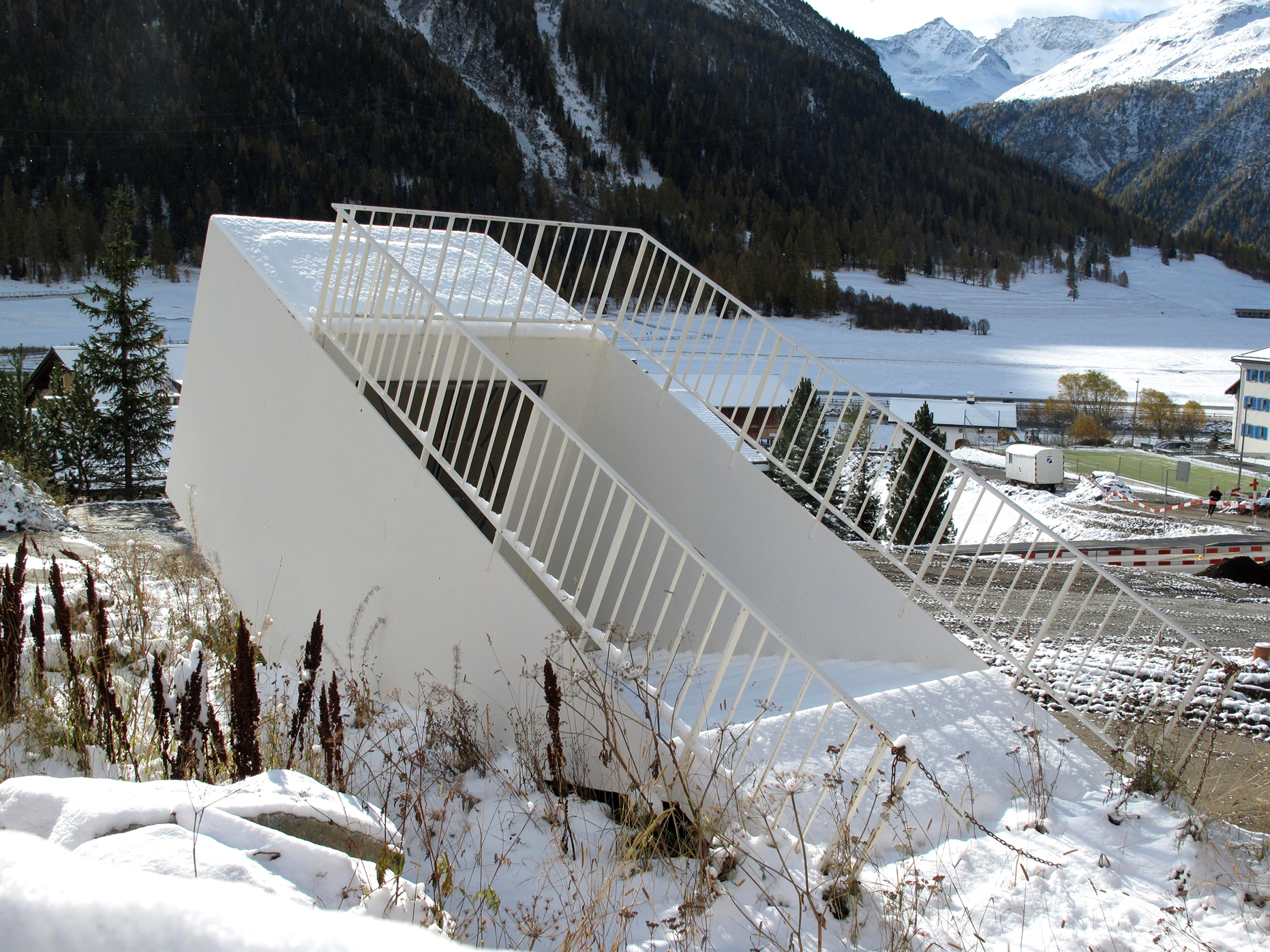
Transportabler U-Bahn-Eingang del 2007

Noto al grande pubblico per il suo carattere provocatorio, satirico e allo stesso tempo giocoso., Kippenberger è stato "riconosciuto come uno dei più talentuosi artisti tedeschi della sua generazione," secondo Roberta Smith de The New York Times.
La sua reputazione artistica e la sua influenza sono via via aumentate dopo la sua scomparsa (1997). Le sue opere sono state tema di diverse esposizioni retrospettive, tra cui una al Tate Modern nel 2006 e nel 2008 al Museum of Contemporary Art di Los Angeles. La stessa esposizione è stata ripetuta nel 2009 al Museum of Modern Art di New York.
Nel 2008, la presenza della sua opera Zuerst die Füße in una mostra del Museion, il Museo di arte moderna e contemporanea di Bolzano, ha provocato una vivace controversia. L'opera rappresenta una rana crocifissa che tiene in una mano un uovo e nell'altra un boccale di birra.
Martin Kippenberger muore il 7 marzo 1997 all'ospedale dell'Università di Vienna a causa di un cancro.

## Opere (parziale)
- Zuerst die Füße

## Mostre (parziale)
- 1986 - Landes Museum di Darmstadt
- 1993 - Centro Georges Pompidou di Parigi
- 1994 - Boymans-van Beuningen Museum di Rotterdam
- 1997 - Museo di Arte Moderna di Ginevra
- 2003 - Biennale di Venezia
- 2006 - Tate Modern di Londra
- 2008 - Museion di Bolzano
- 2008 - Museum of Contemporary Art di Los Angeles
- 2009 - Museum of Modern Art di New York